# Євтушенко Іван Васильович

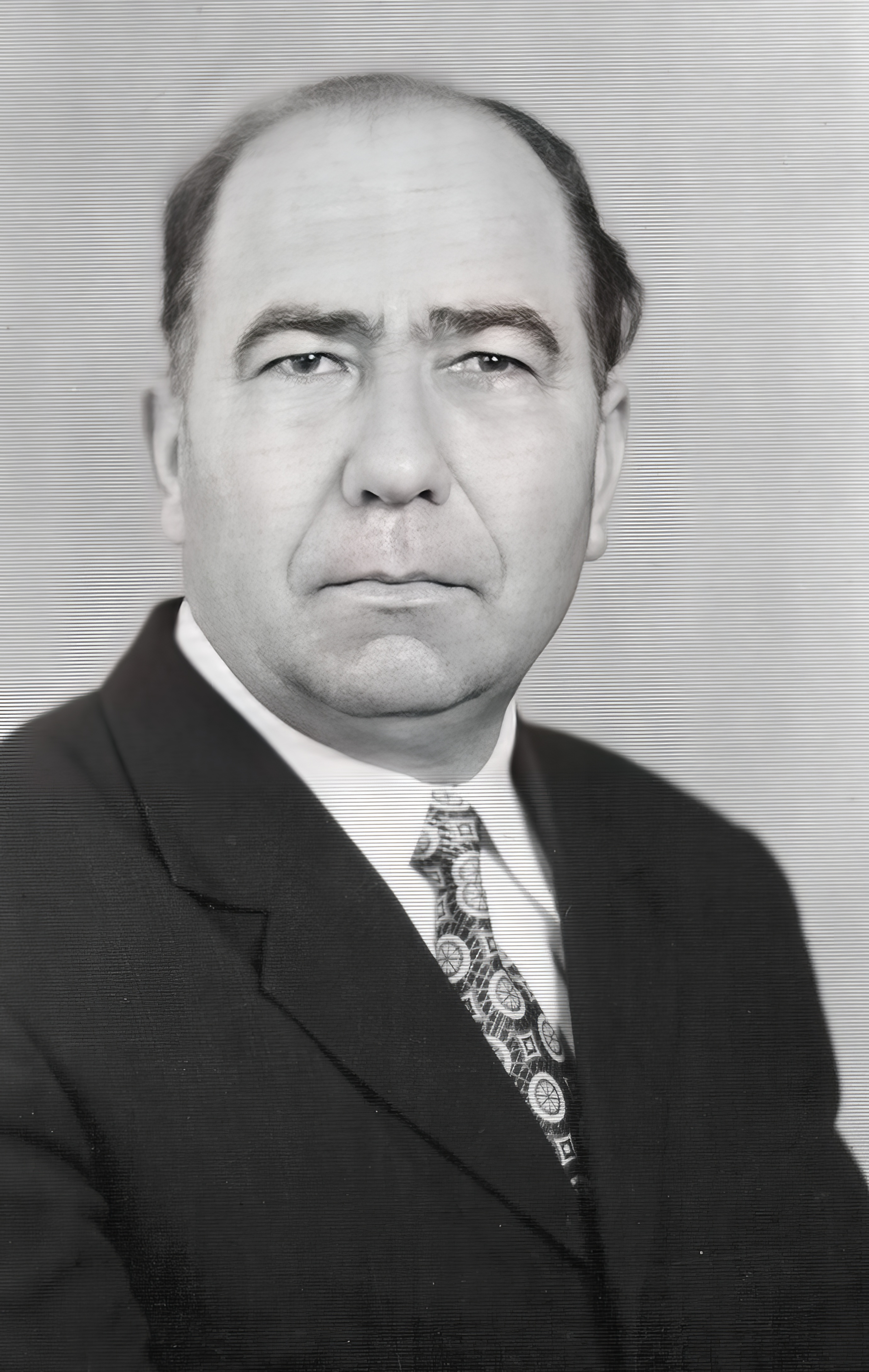
Євтушенко Іван Васильович

Іван Васильович Євтушенко (1927, село Новоіванівка, тепер Лубенського району Полтавської області — 1987, смт. Куп'янськ-Вузловий Харківської області) — український радянський діяч, машиніст-інструктор локомотивного депо станції Куп'янськ-Сортувальна Південної залізниці Харківської області. Депутат Верховної Ради СРСР 8—10-го скликань.

## Біографія
Народився в селі Новоіванівка, тепер Лубенського району Полтавської області. Освіта середня спеціальна. У 1948 році закінчив Кременчуцький технікум залізничного транспорту Полтавської області.
У 1948—1967 роках — кочегар, помічник машиніста, машиніст паровоза, старший черговий по депо, заступник начальника паровозного депо з експлуатації, машиніст тепловоза станції Куп'янськ-Сортувальна Південної залізниці.
Член КПРС з 1955 року. Обирався секретарем партійної організації цеху, був секретарем партійного комітету депо Куп'янськ-Сортувальна Харківської області. Закінчив курси водіїв тепловозів та курси водіїв електровозів.
З 1967 року — машиніст-інструктор електровоза локомотивного депо станції Куп'янськ-Сортувальна імені XXV з'їзду КПРС Південної залізниці Харківської області.
Помер у 1987 році.

## Нагороди
- орден Жовтневої Революції
- орден Трудового Червоного Прапора
- медалі
- почесний залізничник